# Mycetophila hetschkoi
Mycetophila hetschkoi är en tvåvingeart som beskrevs av Landrock 1918. Mycetophila hetschkoi ingår i släktet Mycetophila och familjen svampmyggor. Arten är reproducerande i Sverige. Inga underarter finns listade i Catalogue of Life.